# 現代製薬
現代製薬株式会社（げんだいせいやく、GENDAI）は、動物用（犬・猫・鳥）医薬品、食品他を製造・販売をしている日本企業である。

## 本社・工場等

### 本社
- 東京都西多摩郡瑞穂町箱根ヶ崎東松原8-4（〒190-1222）

### 第二工場
- 東京都西多摩郡瑞穂町箱根ヶ崎東松原26-1（〒190-1222）

### 大阪営業所
- 大阪府茨木市末広町2-24末広13番館203号（〒567-0821）

## 主な商品
- ビスカル　-　米胚芽・大豆発酵抽出物、樹木抽出物が気になるふん尿臭を軽減するビスケット。毎日与えることで3～4日頃よりふん尿臭が軽減する。
- ゲンダイ　-　顆粒の犬猫用の虫下し薬。
- ピペゲン錠　-　錠剤の犬猫用の虫下し薬。
- ピペラックスシロップ　-　液体の犬猫用の虫下し薬。
- ネオスキン　-　軟膏の皮膚薬。ネオスキン-S（脱毛症やジュクジュクした湿疹用）とネオスキン-B（ノミ・ダニ起因の湿疹用）がある。